# Gelgel
Gelgel è un villaggio (desa) situato nella reggenza (kabupaten) di Klungkung sull'isola di Bali, in Indonesia. Il villaggio, che giace a quattro chilometri a sud di Semarapura, capitale della reggenza, non lontano dalla costa, contiene un certo numero di strutture di notevole interesse culturale, ed è noto per la sua porcellana e per i suoi abiti cerimoniali fatti in songket. Deve, inoltre, la sua fama al regno di Gelgel, che dominò Bali a partire forse dal primo XVI secolo al 1686. Ad oggi, però, non vi sono tracce rimaste degli antichi palazzi reali (puri), ma l'antico altare ancestrale della dinastia regnante, Pura Jero Agung, si trova ancora nell'antica area dei palazzi. Ad est dell'altare si trova un altro antico tempio, il Pra Dasar, controparte da bassopiano del "tempio madre" di Bali, Pura Besakih. Il villaggio contiene anche la più antica moschea di Bali, che fu costruita dai servitori giavanesi degli antichi re.